# نولا ماثيوز
نولا ريان ماثيوز (من مواليد 20 سبتمبر 2006) لاعبة جمباز فني أمريكية حازت على الميدالية الذهبية في بطولة أمريكا في حدث العارضات المتوازية عام 2023.

## نشأتها
وُلدت ماثيوز في 20 سبتمبر 2006 في سان خوسيه، كاليفورنيا، لوالديها الطبيبين كاري برتراند (طبيبة نساء وتوليد) وأيه جيه ماثيوز (جراحة تجميل). تأهلت برتراند مرتين للتصفيات الأولمبية، وكانت عداءة أمريكية من جامعة جورج تاون.  بدأت ماثيوز ممارسة الجمباز في سن الثانية.